# Memoires van Abd Allah ibn Buluggin
Memoires van Abd Allah ibn Buluggin (originele Arabische titel: al-Tibyan 'an al-haditha al-ka'ina bi-dawlat Bani Ziri fi Gharnata, oftewel Een expositie van de ondergang van de Ziriden in Granada, naar het Engels vertaald onder de titel The Tibyan: memoirs of 'Abd Allāh ibn Buluggin, last Zirid Amir of Granada) is een geschiedkundig en autobiografisch werk geschreven tussen 1090 en 1094 door Abd Allah ibn Buluggin, de laatste Ziridenvorst van de taifa Granada. 
Het boek bevat een geschiedenis van de Ziriden dynastie in Granada. In het grootste en belangrijkste deel van het boek beschrijft de auteur uitvoerig zijn eigen leven en zijn heerschappij. Het boek is geschreven tussen 1090 en 1094, kort nadat de auteur door de Almoraviden was afgezet en in het Marokkaanse Aghmet werd opgesloten. Het werk is een van de eerste autobiografieën die in de Islamitische wereld zijn opgesteld en de meest belangrijke historische bron met betrekking tot de taifa periode van Islamitisch Spanje. Interessant is het verder, omdat het een uniek Berbers perspectief biedt op de val van het kalifaat Córdoba en van de Andalusisch-Islamitische beschaving in het algemeen. De Andalusische schrijvers, zoals Ibn Hazm en Ibn Hayyan, van de tijd waren vaak expliciet anti-Berber en pro-Ommayaden, waardoor hun werken een gekleurd beeld schetsen van de val van het kalifaat Cordoba en de rol van Berbers daarin. Het zou tot de 13e eeuw duren voordat vooraanstaande historici, zoals Ibn Khaldun en Ibn Idhari, dit beeld zouden onderuithalen.